# Чемпіонат України з легкої атлетики 2000
Чемпіонат України з легкої атлетики 2000, який мав статус відкритого, був проведений 3-6 серпня в Києві на НСК «Олімпійський».

## Основний чемпіонат

### Чоловіки
| Дисципліни                | Золото                                                                              | Золото   | Срібло                                                                      | Срібло   | Бронза                                                                            | Бронза   |
| ------------------------- | ----------------------------------------------------------------------------------- | -------- | --------------------------------------------------------------------------- | -------- | --------------------------------------------------------------------------------- | -------- |
| 100 метрів                | Костянтин Рурак Запорізька область                                                  | 10,25    | Анатолій Довгаль Харківська область                                         | 10,28    | Костянтин Васюков Донецька область                                                | 10,47    |
| 200 метрів                | Сергій Полінков Київ                                                                | 21,20    | Костянтин Васюков Донецька область                                          | 21,32    | Віталій Мединський Запорізька область                                             | 21,35    |
| 400 метрів                | Олександр Кайдаш Харківська область                                                 | 45,94    | Євген Зюков Харківська область                                              | 46,35    | Михайло Дмитрієв Запорізька область                                               | 46,82    |
| 800 метрів                | Анатолій Якимович Волинська область                                                 | 1.49,32  | Володимир Ковалик Івано-Франківська область                                 | 1.49,70  | Іван Гешко Чернівецька область                                                    | 1.49,77  |
| 1500 метрів               | Іван Гешко Чернівецька область                                                      | 3.38,48  | Василь Цикало Львівська область                                             | 3.40,03  | Віталій Ноздрачов Донецька область                                                | 3.43,61  |
| 5000 метрів               | Сергій Лебідь Донецька область                                                      | 13.27,53 | Дмитро Барановський Донецька область                                        | 13.44,19 | Максим Янішевський Дніпропетровська область                                       | 13.54,89 |
| 10000 метрів              | Юрій Гичун Рівненська область                                                       | 29.26,80 | Василь Матвійчук Хмельницька область                                        | 29.27,30 | Анатолій Зерук Вінницька область                                                  | 29.28,03 |
| 110 метрів з бар'єрами    | Денис Кожемякін Харківська область                                                  | 14,21    | Володимир Білоконь Черкаська область                                        | 14,59    | Володимир Овчаров Київ                                                            | 14,63    |
| 400 метрів з бар'єрами    | Геннадій Горбенко Дніпропетровська область                                          | 49,78    | Роман Воронько Дніпропетровська область                                     | 50,18    | Андрій Вінницький Київ                                                            | 50,58    |
| 3000 метрів з перешкодами | Сергій Редько Луганська область                                                     | 8.29,63  | Олександр Єфименко Чернігівська область                                     | 8.41,44  | Іван Твардовський Тернопільська область                                           | 8.52,59  |
| 4×100 метрів              | Харківська областьВладислав Дологодін Денис Кожемякін Микола Скороход Михайло Яроха | 42,25    | Львівська областьВолодимир Бєляєв Михайло Горін Сергій Мандрик Ярослав Свищ | 42,34    | Сумська областьВ'ячеслав Барабаш Валерій Васильєв Дмитро Ксенженко Роман Молодика | 43,54    |
| 4×400 метрів              | УкраїнаРоман Воронько Геннадій Горбенко Євген Зюков Олександр Кайдаш                | 3.05,16  | КиївАндрій Вінницький Ростислав Местечкин Володимир Рибалка Юрій Тищенко    | 3.13,02  | Львівська областьВолодимир Бєляєв Михайло Горін Ярослав Свищ Віктор Трач          | 3.14,26  |
| Ходьба 20 кілометрів      | Олексій Шелест Сумська область                                                      | 1:25.41  | Андрій Ковенко Вінницька область                                            | 1:26.55  | Леонід Мізернюк Волинська область                                                 | 1:27.04  |
| Стрибки у висоту          | Андрій Соколовський Вінницька область                                               | 2,28     | Руслан Гливинський Одеська область                                          | 2,28     | Сергій Димченко Київ                                                              | 2,26     |
| Стрибки з жердиною        | Денис Юрченко Донецька область                                                      | 5,72     | Олександр Корчмід Київська область                                          | 5,50     | Руслан Єременко Київська область                                                  | 5,10     |
| Стрибки в довжину         | Олексій Лукашевич Дніпропетровська область                                          | 8,11     | Володимир Зюськов Донецька область                                          | 7,79     | Сергій Селіверстов Дніпропетровська область                                       | 7,63     |
| Потрійний стрибок         | Сергій Ізмайлов Полтавська область                                                  | 17,01    | Андрій Троць Дніпропетровська область                                       | 16,73    | Володимир Кравченко Дніпропетровська область                                      | 16,63    |
| Штовхання ядра            | Василь Вірастюк Івано-Франківська область                                           | 20,55    | Андрій Немчанінов Росія                                                     | 19,25    | Андрій Бородкін Хмельницька область                                               | 18,28    |
| Метання диска             | Кирило Чупринін Волинська область                                                   | 61,89    | Юрій Білоног Одеська область                                                | 61,35    | Павло Пірожков Одеська область                                                    | 58,75    |
| Метання молота            | Владислав Піскунов Херсонська область                                               | 80,88    | Андрій Скварук Рівненська область                                           | 80,70    | Олександр Крикун Черкаська область                                                | 79,52    |
| Метання списа             | Олег Стаценко Харківська область                                                    | 70,52    | Віктор Міщук Волинська область                                              | 69,96    | Юрій Дроздов Донецька область                                                     | 69,78    |

### Жінки
| Дисципліни                | Золото                                                                          | Золото     | Срібло                                                                               | Срібло   | Бронза                                                                            | Бронза   |
| ------------------------- | ------------------------------------------------------------------------------- | ---------- | ------------------------------------------------------------------------------------ | -------- | --------------------------------------------------------------------------------- | -------- |
| 100 метрів                | Анжела Кравченко Донецька область                                               | 11,35      | Оксана Гуськова Харківська область                                                   | 11,36    | Олена Пастушенко Харківська область                                               | 11,52    |
| 200 метрів                | Олена Пастушенко Харківська область                                             | 23,07      | Анжела Кравченко Донецька область                                                    | 23,25    | Тетяна Боненко Донецька область                                                   | 23,52    |
| 400 метрів                | Олена Рурак Запорізька область                                                  | 51,73      | Тетяна Мовчан Київська область                                                       | 52,55    | Ольга Міщенко Донецька область                                                    | 52,64    |
| 800 метрів                | Олена Буженко Харківська область                                                | 2.00,45    | Галина Місірук Запорізька область                                                    | 2.00,54  | Юлія Гуртовенко Донецька область                                                  | 2.02,18  |
| 1500 метрів               | Тетяна Кривобок Донецька область                                                | 4.09,01    | Тетяна Біловол Одеська область                                                       | 4.09,95  | Наталія Сидоренко Донецька область                                                | 4.10,14  |
| 5000 метрів               | Наталія Беркут Чернігівська область                                             | 15.52,90   | Олена Фадєєва Київ                                                                   | 15.57,06 | Тетяна Головченко Сумська область                                                 | 16.21,64 |
| 10000 метрів              | Наталія Беркут Чернігівська область                                             | 32.52,19   | Анжеліка Аверкова АР Крим                                                            | 33.32,08 | Олена Пластиніна Закарпатська область                                             | 34.28,29 |
| 100 метрів з бар'єрами    | Олена Красовська Київ                                                           | 12,82      | Надія Бодрова Харківська область                                                     | 12,89    | Майя Шемчишена Харківська область                                                 | 12,97    |
| 400 метрів з бар'єрами    | Тетяна Дебела Дніпропетровська область                                          | 55,79      | Інна Цуд Житомирська область                                                         | 58,72    | Олена Кореневська Донецька область                                                | 59,85    |
| 3000 метрів з перешкодами | Анжеліка Аверкова АР Крим                                                       | 9.54,10 NR | Варвара Шесток АР Крим                                                               | 10.05,12 | Тетяна Гладир Миколаївська область                                                | 10.43,59 |
| 4×100 метрів              | УкраїнаОксана Гуськова Анжела Кравченко Олена Пастушенко Ірина Пуха             | 43,18      | Харківська областьОксана Кучма Ірина Кожемякіна Юлія Панасейко Майя Шемчишена        | 46,39    | Миколаївська областьІнна Кучеренко Наталія Макух Юлія Щербина Наталія Вдовиченко  | 47,04    |
| 4×400 метрів              | Донецька областьАнтоніна Єфремова Юлія Гуртовенко Ольга Міщенко Марина Макарова | 3.33,37    | Миколаївська областьНаталія Вдовиченко Оксана Кочеткова Інна Кучеренко Наталія Макух | 3.36,84  | Харківська областьОлена Бородінова Тетяна Дядченко Зоя Мауріна Олександра Рижкова | 3.38,95  |
| Ходьба 20 кілометрів      | Віра Зозуля Тернопільська область                                               | 1:31.26    | Людмила Єгорова Сумська область                                                      | 1:32.26  | Світлана Калитка Волинська область                                                | 1:37.03  |
| Стрибки у висоту          | Ірина Михальченко Київ                                                          | 1,98       | Віта Паламар Київ                                                                    | 1,98     | Віта Стьопіна Запорізька область                                                  | 1,96     |
| Стрибки з жердиною        | Анжела Балахонова Київ                                                          | 4,52       | Наталія Кущ Донецька область                                                         | 4,00     | Наталія Калініченко Київська область                                              | 3,80     |
| Стрибки в довжину         | Олена Шеховцова Київ                                                            | 6,86       | Вікторія Вершиніна Київська область                                                  | 6,70     | Олександра Стаднюк Черкаська область                                              | 6,38     |
| Потрійний стрибок         | Олена Говорова Київ                                                             | 14,35      | Олена Хлусович Київ                                                                  | 14,01    | Іоланта Хропач Київ                                                               | 13,91    |
| Штовхання ядра            | Олена Дементій Київська область                                                 | 16,95      | Оксана Захарчук Київська область                                                     | 16,12    | Юлія Савченко Полтавська область                                                  | 15,90    |
| Метання диска             | Олена Антонова Дніпропетровська область                                         | 66,38      | Олена Дементій Київська область                                                      | 53,11    | Ілона Захарченко Київ                                                             | 50,94    |
| Метання молота            | Ірина Секачова Київська область                                                 | 61,73      | Наталія Куницька Київ                                                                | 61,53    | Марина Резанова Київ                                                              | 60,11    |
| Метання списа             | Надія Кобрин Донецька область                                                   | 59,79      | Ольга Іванкова Харківська область                                                    | 56,14    | Тетяна Ляхович Івано-Франківська область                                          | 56,11    |

## Інші чемпіонати
Крім основного чемпіонату, протягом року в різних містах України також були проведені чемпіонати України в окремих дисциплінах легкої атлетики серед дорослих:
- 15 квітня — шосейна ходьба на 20 кілометрів серед чоловіків (Іллічівськ)
- 28-29 квітня — легкоатлетичні метання (диск, молот, спис, ядро) (Конча-Заспа)
- 27-28 липня — багатоборства (Київ)

Чемпіонство України зі спортивної ходьби на 50 кілометрів було розіграно 25 березня на міжнародних змаганнях «Дудінська п'ятдесятка» (словац. Dudinská Päťdesiatka) у словацькому Дудінце серед українських ходоків, які брали в них участь.

### Чоловіки
| Дисципліни                     | Золото                                | Золото   | Срібло                             | Срібло  | Бронза                                    | Бронза  |
| ------------------------------ | ------------------------------------- | -------- | ---------------------------------- | ------- | ----------------------------------------- | ------- |
| Штовхання ядра (квітень)       | Юрій Білоног Одеська область          | 21,64 NR | Олександр Багач Київська область   | 20,92   | Василь Вірастюк Івано-Франківська область | 20,88   |
| Метання диска (квітень)        | Кирило Чупринін Волинська область     | 60,98    | Юрій Білоног Одеська область       | 56,79   | Павло Пірожков Одеська область            | 55,55   |
| Метання молота (квітень)       | Владислав Піскунов Херсонська область | 80,12    | Олександр Крикун Черкаська область | 76,47   | Вадим Грабовий Дніпропетровська область   | 70,10   |
| Метання списа (квітень)        | Олег Стаценко Харківська область      | 69,76    | Сергій Гаврась Сумська область     | 66,00   | Михайло Нетренко Харківська область       | 65,72   |
| Ходьба 20 кілометрів (квітень) | Леонід Мізернюк Волинська область     | 1:26.59  | Андрій Ковенко Вінницька область   | 1:27.13 | Анатолій Малівський Житомирська область   | 1:27.34 |
| Ходьба 50 кілометрів           | Віталій Попович Київська область      | 3:58.27  | Олексій Шелест Сумська область     | 4:07.15 | Юрій Бурбан Львівська область             | 4:13.01 |
| Десятиборство                  | Федір Лаухін Київ                     | 8073     | Володимир Шатковський Київ         | 7668    | Ігор Пересипкін Луганська область         | 7527    |

### Жінки
| Дисципліни               | Золото                                   | Золото | Срібло                                 | Срібло | Бронза                                | Бронза |
| ------------------------ | ---------------------------------------- | ------ | -------------------------------------- | ------ | ------------------------------------- | ------ |
| Штовхання ядра (квітень) | Олена Дементій Київська область          | 17,46  | Оксана Захарчук Київська область       | 16,09  | Світлана Шевченко Київська область    | 15,59  |
| Метання диска (квітень)  | Олена Антонова Дніпропетровська область  | 66,15  | Олена Дементій Київська область        | 53,06  | Тетяна Тищенко Волинська область      | 47,45  |
| Метання молота (квітень) | Ірина Секачова Київська область          | 65,48  | Наталія Куницька Київ                  | 62,62  | Ірина Мартиненко Київ                 | 58,70  |
| Метання списа (квітень)  | Тетяна Ляхович Івано-Франківська область | 56,28  | Надія Кобрин Донецька область          | 55,10  | Валерія Порядіна Чернігівська область | 54,70  |
| Семиборство              | Людмила Блонська Київська область        | 6009   | Юлія Акуленко Дніпропетровська область | 5915   | Оксана Шутко Київська область         | 5621   |